# Miłogoszcz (powiat koszaliński)
Miłogoszcz (do 1945 niem. Hohenfelde) – wieś w Polsce położona w województwie zachodniopomorskim, w powiecie koszalińskim, w gminie Będzino.
W latach 1954–1968 wieś należała i była siedzibą władz gromady Miłogoszcz, po jej zniesieniu w gromadzie Dobrzyca. W latach 1975–1998 miejscowość położona była w województwie koszalińskim.

## Zabytki
- park pałacowy z aleją dojazdową, XVIII/XIX, nr rej.: 1126 z 11.10.1980, pozostałość po pałacu.
- kuźnia (na terenie folwarku), obecnie dom mieszkalny, k. XIX, nr rej.: A-1924z 19.07.1983

W miejscowości znajduje się stacja kolejowa Miłogoszcz.